# Ilha Solteira
Ilha Solteira, amtlich portugiesisch Estância Turística de Ilha Solteira, ist eine Gemeinde im brasilianischen Bundesstaat São Paulo. Das Gemeindegebiet umfasst 656,2 km². Der Ort liegt auf 347 m Höhe.

## Geschichte
Der Ort wurde 1968 gegründet. In der Nähe liegt der Ilha-Solteira-Stausee mit dem drittgrößten Wasserkraftwerk in Brasilien, der Usina Hidrelétrica de Ilha Solteira. Die Gemeinde wurde 1991 durch Landesgesetz gegründet.

## Demografie
Die Einwohnerzahl stieg kontinuierlich von 21.712 im Jahre 1991 auf 23.996 zur Jahrtausendwende und betrug 2010 25.064. Laut einer Schätzung wohnten 2021 26.886 Menschen in dem Munizip.

### Bevölkerung
| Bevölkerungsentwicklung | Bevölkerungsentwicklung |
| Jahr                    | Bevölkerung             |
| ----------------------- | ----------------------- |
| 1970                    | 21.416                  |
| 1980                    | 19.716                  |
| 1991                    | 21.888                  |
| 2000                    | 23.996                  |
| 2010                    | 25.064                  |
| 2022                    | 25.549                  |
| [ 2 ] [ 3 ] [ 4 ]       |                         |

## Söhne und Töchter der Gemeinde
- Arthur da Silva Mariano (* 1997), brasilianischer Beachvolleyballspieler

## Religion
Das Christentum ist in der Stadt wie folgt vertreten:

### Römisch-katholische Kirche
Die römisch-katholische Gemeinde ist Teil des Bistums Jales.

### Protestantische Kirche
In der Stadt gibt es die unterschiedlichsten evangelischen Glaubensrichtungen, hauptsächlich Pfingstler, darunter die brasilianischen Assemblies of God, die Christliche Kongregationalistische Kirche in Brasilien, und andere.